# 阿查拉阿蘭
阿查拉阿蘭（學名：Aa achalensis）是蘭科阿蘭屬的物種，是一種原生于南美洲熱帶地區的草本植物。

## 分佈
本種原生於南美洲，僅見於阿根廷北部，是當地特有種。